# ثيبان
ثيبان هو مركب حلقي غير متجانس.